# Mansour Benothmane
Mansour Benothmane (sinh ngày 7 tháng 8 năm 1997 ở Tiaret) là một cầu thủ bóng đá người Algérie thi đấu cho đội bóng tại Giải bóng đá hạng nhất quốc gia Tunisia Club Africain. Anh chủ yếu thi đấu ở vị trí tiền đạo.
Benothmane là cầu thủ quốc tế U-20 Algérie.

## Sự nghiệp câu lạc bộ
Ngày 26 tháng 11 Benothmane có màn ra mắt cho Club Africain trong trận đấu tại giải vô địch trước CS Hammam-Lif, ghi một bàn thắng chỉ vài phút sau khi vào sân.